# دب أشمط
الدب الأشمط أو الأشيب أو الفظيع أو الأشهب هو نويع من الدببة من نوع الدب البني، منتشر في المرتفعات الغربية لأمريكا الشمالية. ويعتقد أن هذا النويع ينحدر من دببة أوسوري البنية التي عبرت إلى ولاية ألاسكا من روسيا الشرقية قبل 100.000 سنة مضت، وتعتبر هذه الحيوانات عادة انفرادية في المناطق الساحلية ولكنها تتجمع في الجداول والوديان والبحيرات حيث تفرخ سمك السلمون، كل سنة تضع الإناث من 1 إلى 4 صغار تزن كل واحد منها 500 غرام، وتعتبر هذه الحيوانات خطيرة إذا كانت مهددة هي وصغارها.

## الاسم
كلمة الأشهب يشير إلى كلمة رمادي الشعر في الفراء، ولكن عندما أورد اسمها جورج أورد رسمياً في الدب سنة 1815، وقيل أنه أسيء فهم اسمها الذي يُشير لكلمة مروّع.

## الانتشار
لقد وجدت الدببة البنية في كل من آسيا وأفريقيا وأمريكا وأوروبا، مما يجعلها من أكبر الأنواع في العالم التي تحمل العديد من النويعات، ويعتبر أسلاف الدب الأشيب من أوراسيا والتي هاجرت إلى أمريكا الشمالية منذ حوالي 50.000 سنة مضت، وهذا حدث مؤخر جداً في الوقت المتطور، مما تسبب في إحداث تشابه مع الدببة الأوروبية والأسيوية.
وكان الدب الأشيب يسكن في الإجمال من ألاسكا حتى المكسيك، والآن تم العثور على هذه الأنواع فقط في ألاسكا، وإلى مناطق مجزئة الأكثر شيوعاً التي وجدت شمال غرب الولايات المتحدة بما في ذلك أيداهو ومونتانا وواشنطن ووايومنغ، وتمتد جنوباً حتى يلوستون ومتنزهات غراند تيتون، ولكن في كندا قد يَكون هناك عدد صغير من الدببة لا يَزال في ولاية كولورادو في جنوب جبال سان خوان.
في كندا هناك ما يقرب من 25,000 الدببة تحتل كلاً من كولومبيا البريطانية وألبرتا ويوكون ونونافوت والجزء الشمالي الغربي من مانتيوبا، والجمع بين كندا والولايات المتحدة أحصى أن الدببة الشيباء تسكن حوالي نصف مساحة نطاقها التاريخي، بالمثل كولومبيا البريطانية تعيش الدببة في 90% من مساحة أراضيها الخاصة، بحيث كان عدد الدببة حوالي 25,000 في كولومبيا البريطانية عندما وصل المستوطنون الأوروبيون. ومع ذلك، حجم الدببة انخفض بشكل ملحوظ نتيجة لفقدان الموائل والصيد. وفي عام 2008 قدر أن هناك 16,014 دب أشيب في كولومبيا البريطانية. وتستند التقديرات إلى جمع الحمض النووي، رغم أن الولايات المتحدة تستخدم أساليب أخرى لتقدير السكان ولذلك فمن الصعب القول بالضبط عدد الحقيقي لعددها بسبب اختلاف الدراسات.
حالياً الدب الأشيب وضع تحت الحماية القانونية في كل من المكسيك وأوروبا وبعض المناطق في كندا والولايات المتحدة. ومع ذلك، فمن المتوقع أن إعادة الدببة إلى مناطقها السابقة ستكون عملية بطيئة، وويرجع ذلك أيضا إلى تداعيات إعادة تقديم حيوان ضخم كالدب الأشيب إلى المناطق التي هي في السابق مناطق للزراعة وتربية الثروة الحيوانية وكذلك لعادات الدب الإنجابية البطيئة (الدببة تستثمر قدرا كبيرا من الوقت في التكاثر). ويوجد حالياً نحو 55,000 دب أشيب في مختلف أنحاء شمال أمريكا.
الدب الأشيب يستطيع العيش لمدة 30 سنة في البرية على الرغم من أن الإحصاء الحقيقي هو 25 سنة.

## التكاثر
الدببة هي واحدة من الحيوانات الأدنى إنجاباً في أمريكا الشمالية، وهذا يَرجع إلى عوامل بيئية عديدة. بحيث أن الدببة لا تصل إلى مرحلة النضج الجنسي حتى ما لا يقل عن خمس سنوات، وتتزاوج مرة واحدة في الصيف، وأما الأنثى فهي لاتضع مولودها حتى موعد الإسبات ولا يمكن أن يحدث إذا كانت أنثى لا تتلقى على المواد المغذية الصحيحة والسعرات الحرارية.
في المتوسط، تضع الأنثى ديسمين وتهتم بهم لمدة تصل إلى سنتين وخلاله قد تترك الإناث أحد الدياسم وحده أو تقتله وقد لا تنجب لمدة ثلاث سنوات أو أكثر اعتماداً على الظروف البيئية.
الدببة الرمادية هي دببة مستوطنة لأراضي واسعة قد تصل إلى 4000 كم2، ويجعل العثور على رائحة الأنثى صعبة في مثل هذه الكثافة السكانية المنخفضة.

## الغذاء

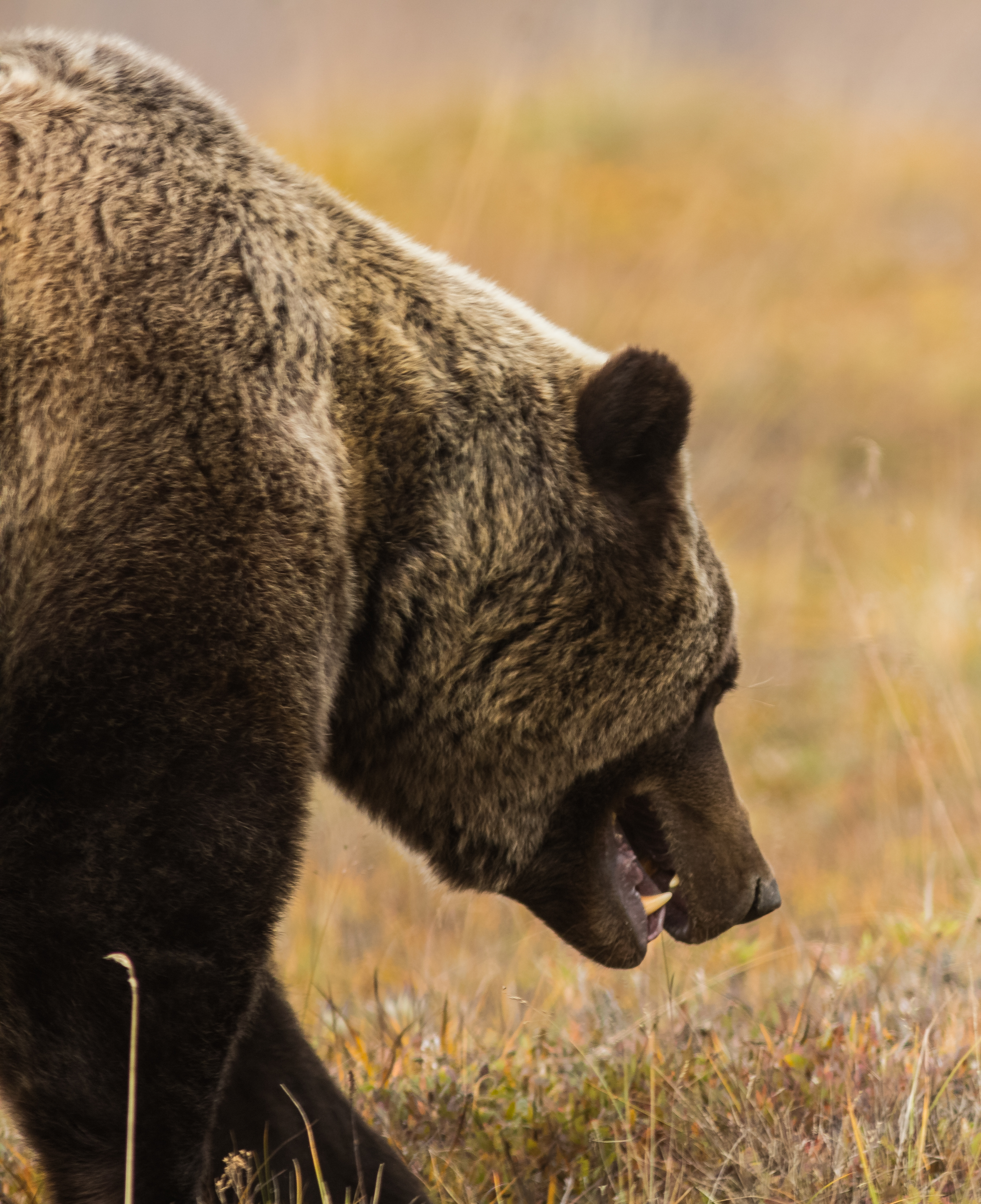
الدب الرمادي، حديقة دينالي الوطنية، ألاسكا، الولايات المتحدة

الدب الاشيب من حيوانات اللاحمة وجهازها الهضمي مخصص لأكل اللحوم فهي معروفة بافتراس الثدييات الكبيرة عندما تكون متاحة كالموظ والأيائل والخرفان والبيسون والوعل وحتى الدببة السوداء الأمريكية، وتتغذى أيضاً على أسماك السلمون والتي يَحصل منها على البروتينات وتأكل عادياً جيف وبقايا فرائس أكلات لحوم أخرى.
والدببة الرمادية الضخمة الموجودة في جبال روكي الأمريكية ليست كبيرة كما في غريزليس الكندية أو ألاسكا. ويرجع ذلك جزئياً إلى الثراء في نظامها الغذائي والتي في يلوستون تتألف في معظمها من الصنوبر أبيض اللحاء فضلا عن الجذور والدرنات، والأعشاب والقوارض المختلفة، العث الدودة الجيش. ومع ذلك، تتطابق محتوى الدهون مع سمك السلمون المتاحة في ألاسكا وكولومبيا البريطانية. وتأكل أيضا التوت البري والحشرات مثل النمل والخنافس والنحل إذا إنخفض مستوى الفرائس.
استعداداً للشتاء تزداد الدببة سمنة بحوالي 180 كغم من شدة الإفراط ي الأكل، قبل الدخول في حالة من السبات والذي ينتظر فيها الدب الرمادي هبوب أول عاصفة ثلجية فبل أن يدخل في عرينه التي تكون بعيدة عن تربص المفترسين، والأوكار توجد أحياناً في ارتفاع شاهق يبلغ 1800م في المنحدرات الشمالية، والدببة الرمادية الضخمة لديها القدرة «جزئياً» على إعادة تدوير فضلات الجسم خلال هذه الفترة. وفي بعض المناطق يشاهد دببة تخطي فترة الإسبات إذا توفر الغذاء.

## المنافسة بين الأنواع
الذئب الرمادي

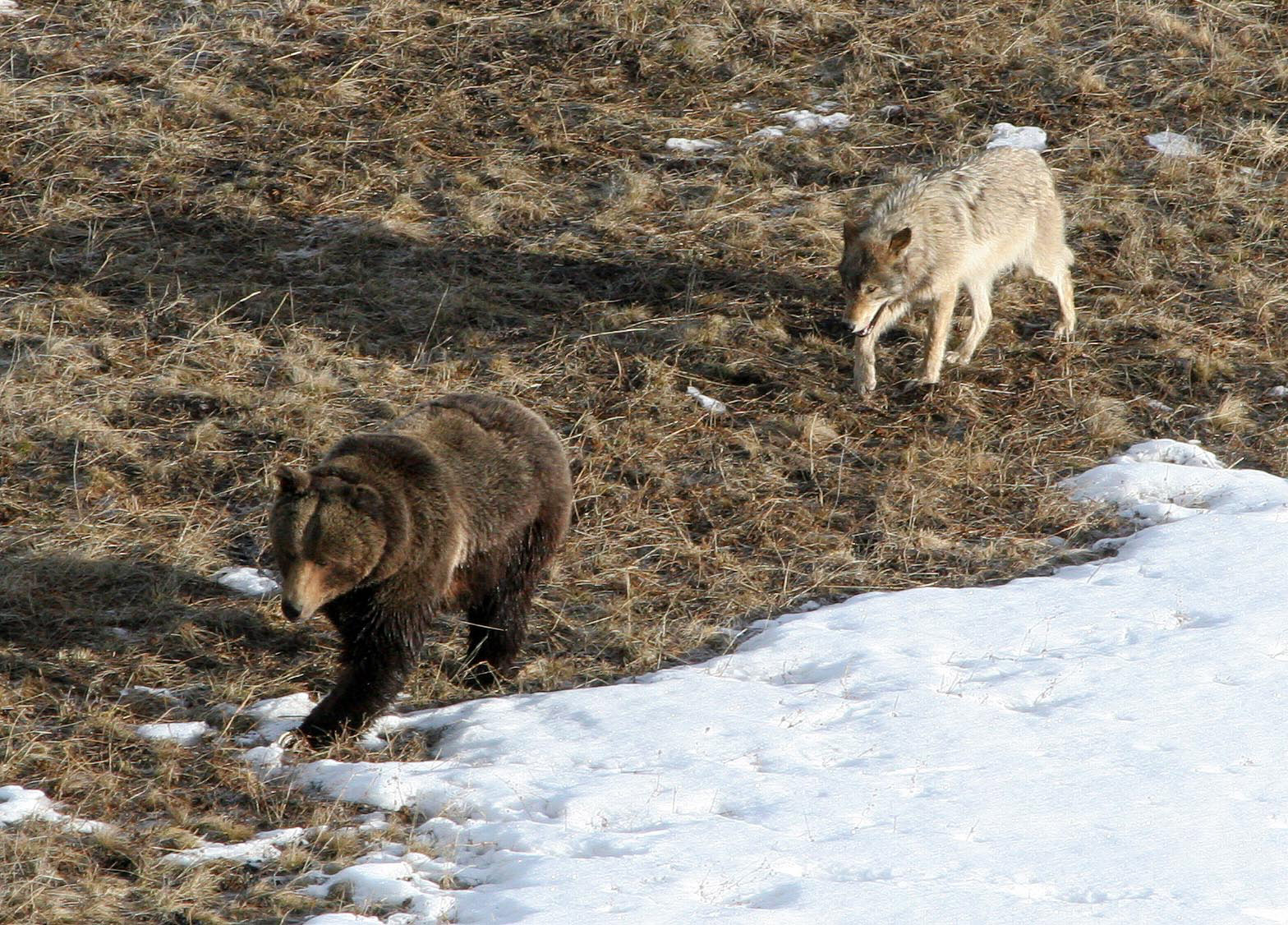
ذئب رمادي يتبع دب أشيب.

يشاهد عادة في حديقة يولستون الوطنية تفاعلات بين الذئاب الرمادية والدببة الرمادية منذ إعادة إدخال الذئاب الرمادية في الحديقة واللذان يعتبران عدوان تاريخيين، والصراعات تكون عادة حول الدفاع عن الدياسم أو المناطق المسيطرة أو حول الفريسة المصطادة كالأيائل التي تصطادها الذئاب والتي يلعب فيها العدوان لعبة القط والفأر، ونادرا ماتسجل عملية قتل في هذه المواجهات بسب احترام كل منافس لعدوه الذي يملك العديد من المزايا كالفوة والحجم بالنسبة للدب أو عمل المجموعة بالنسبة للذئب.
الدب الأسود الأمريكي
أما الدببة السوداء فهي عادة لاتدخل أراضي الدببة الرمادية إلا بحثاً عن الغذاء مثل الصنوبر والجوز والبلوط والفطر والتوت، ولكن عندما يشاهد دب رمادي في المنطقة إما يعود أدراجه أو يتسلق الأشجار، وتعتبر الدببة السوداء منافسة قوية للدب الأشيب لأن متعددة الأنظمة الغذائية، ونادرا ماتسجل مواجهات بينهما وإن حدثت يتعرض الدب الأسود للقتل بسبب عوامل الحجم والقوة.
الدب القطبي
أما الدب القطبي فلايشاهدان أبدا معا لاختلاف نظام غذائهما، ولكن إذا تحقق فيكون الدب الرمادي هو المعتدي، خصوصا بألاسكا.
الكوجر
عادة تعتبر حيوانات الكوجر غير منافسة للدببة الرمادية بسبب اختلافهما في الحجم والقوة ولذلك يتنازل الكوجر عادة عن غذائه ولكنه في مرات عدة يستخذم شذة مخالبه لمضايقة الدب.
ذئب البراري والثعلب
تعتبر عموما ذئب البراري والثعالب غير منافسة للدببة على الرغم من أن غذاء ذئب البراري يختلف في الحجم مثل الارانب والغزلان، وأا الثعالب فهي حيوانات ضعيفة لاتقدر على الدب ولذلك لايشاهدتفاعلات بينهما.

## الدور البيئي
تعتبر الدببة مفيدة في الحياة البرية فهي التي تتحكم بالإضافة إلى الذئاب الرمادية في توازن أعداد الحيوانات العاشبة في السلسلة الغذائية، بحيث أظهرت تجربة في الحديقة الوطنية الكبرى تيتون، وأيومنغ بالولايات المتحدة الأمريكية، أن إزالة الذئاب والدببة ينجم عنه زيادة في فرائسها العاشبة، وهذا بدوره يؤدي إلى تغيير بنية وكثافة النباتات في المنطقة، وبها تنخفض أعداد الطيور وهذا يوفر دليلا على أن الدببة تمثل حجر الزاوية المفترس في أمريكا الشمالية.

## النزاعات مع البشر

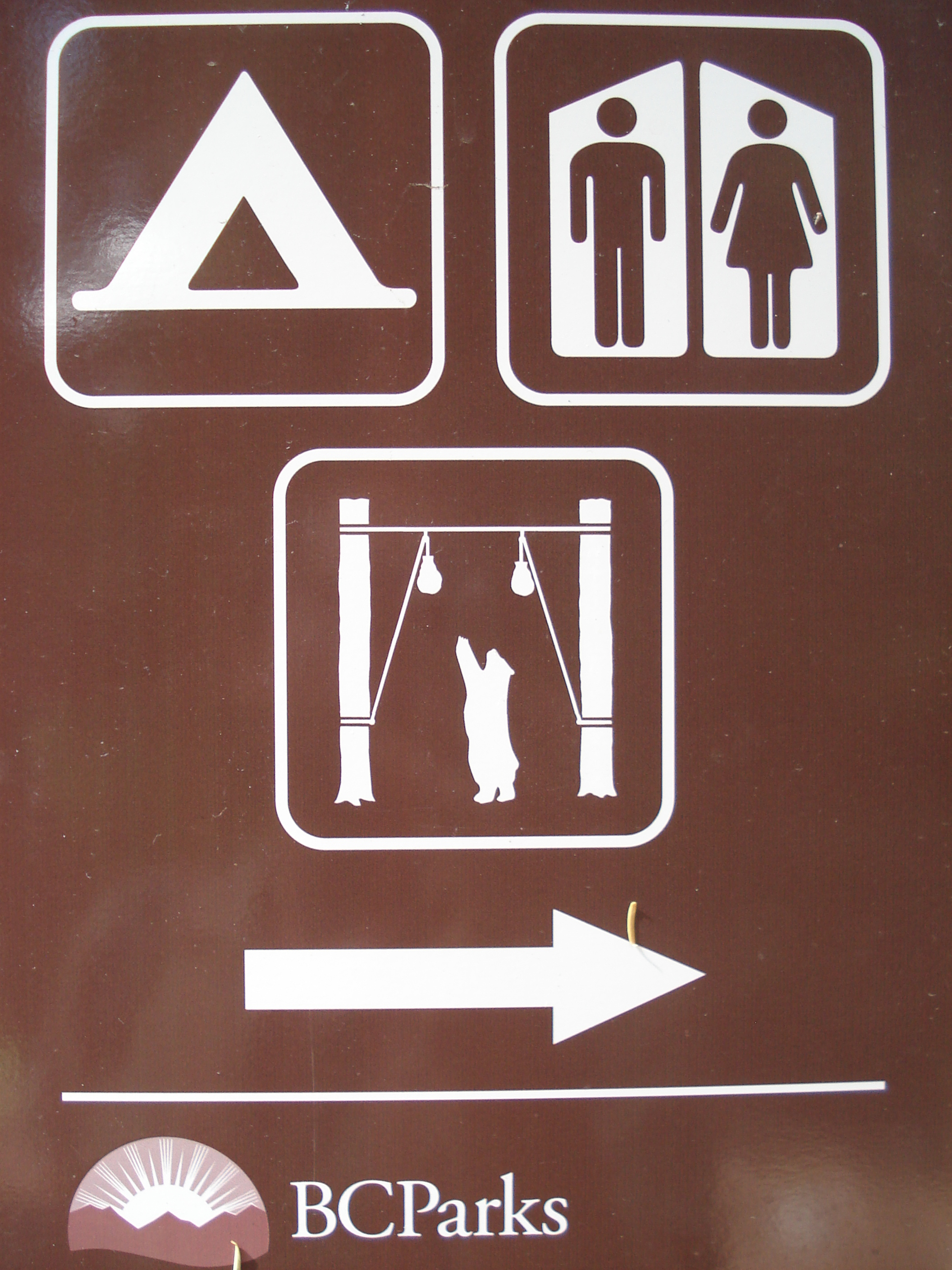
لافتة تحذير لمعسكر.

- يعتبر الخبراء أن الدببة الرمادية هي الدببة البنية أكثر عدوانية، خلافا للدببة السوداء فهي تهرب أو تتسلق الأشجار عند ملاقاة بشر، ولكن العكس يحدث مع الدببة البنية فهي تواجه الواقع بالوقوف على رجليها ودرء مهاجميها، بحيث أن هذه العدوانية تزيد أنثى الدب الرمادي من فرص بقاء الدياسم على قيد الحياة حتى سن الإنجاب بحيث أن 70 % من مهاجمة البشر هي بسبب الدفاع عن صغارها.

الدب الرمادي عادة يتجنب البشر، على الرغم من مزاياها البدنية الواضحة والعديد من الفرص، فهي لا تنظر إلى البشر كفريسة بل هي تعتبره شيئا جديدا عليها فتنصرف عنه إلا إذا كانت تحمي دياسمها، وكذلك يعتبر موسم الصيد للإثنين متقاربان بحي ثأن الدببة تصطاد السلمون في الخريف وهو موسم الصيد بالنسبة للبشر الذي يكون بعدد مكثف والذي يعرض الجانبين المواجهة.
تم وضع تحذيرات من طرف المختصين ومحافظي الغابات الذي يحذرون السياح أن مجرد أنبوبة مرهم الشفاه قد تغري الدب الذي يبحث عن الطعام. بحيث يتم تزويدهم بمسدسات تحذيرية وإشارات ضوئية وأجهزة صوتية تخيف الدببة عادة.